# Nicholas Bett
Nicholas Bett (27. ledna 1990, Kisii, Keňa – 8. srpna 2018, Nandi County) byl keňský sportovec atlet, jehož specializací byl běh na 400 metrů překážek. V této disciplíně se v roce 2015 na MS v Pekingu stal mistrem světa. Zahynul v osmadvaceti letech při dopravní nehodě v Keni.

## Sportovní kariéra
Na národní úrovni se prosadil v devatenácti letech, když skončil třetí na mistrovství Keni třetí v běhu na 400 metrů překážek časem 50,39 s. V sezóně 2013 kvůli zdravotním potížím nestartoval často. O rok později se dostal poprvé na „čtvrtce s překážkami“ pod 50 sekund časem 49,70 s. V roce 2014 vybojoval bronzovou medaili na mistrovství Afriky v této disciplíně a vylepšil si osobní rekord na 49,03 s.
Nejúspěšnější sezónou se pro něj stal rok 2015. Nejprve si vylepšil osobní rekord na 48,29 s. a v srpnu se stal v Pekingu mistrem světa, když si svůj nejlepší výkon opět vylepšil na 47,79 s.